# Stekelhaarsuikermycena
De stekelhaarsuikermycena (Mycena hawaiiensis) is een schimmel behorend tot de familie Mycenaceae. Hij komt voor in kassen op loofbomen en struiken.

## Verspreiding
In Nederland komt de stekelhaarsuikermycena uiterst zeldzaam voor.